# Michel Ries
Michel Ries (11 marzo 1998) è un ciclista su strada lussemburghese che corre per il team Arkéa-B&B Hotels; è professionista dal 2020.

## Palmarès

### Strada
- 2016 (Juniores, due vittorie)

Campionati lussemburghesi, Prova a cronometro Junior
Campionati lussemburghesi, Prova in linea Junior
- 2019 (Kometa Cycling Team, una vittoria)

3ª tappa Giro della Valle d'Aosta (Antagnod > Champoluc)
- 2020 (Trek-Segafredo, una vittoria)

Campionati lussemburghesi, Prova a cronometro Under-23

#### Altri successi
- 2016 (Juniores)

Classifica scalatori Trofeo Karlsberg

### Ciclocross
- 2015-2016

Campionati lussemburghesi, Prova Juniores
Grand Prix Möbel Alvisse

## Piazzamenti

### Grandi Giri
- Giro d'Italia

2023: 85º
2024: 25º
2025: non partito (7ª tappa)
- Vuelta a España

2020: 60º
2023: 66º

### Classiche monumento
- Liegi-Bastogne-Liegi

2020: 119º
2021: 130º
2024: 98º
- Giro di Lombardia

2022: ritirato

### Competizioni mondiali
- Campionati del mondo su strada

Richmond 2015 - In linea Junior: ritirato
Doha 2016 - Cronometro Junior: 17º
Doha 2016 - In linea Junior: 92º
Innsbruck 2018 - In linea Under-23: 77º
Yorkshire 2019 - In linea Under-23: 96º
- Campionati del mondo di ciclocross

Tábor 2015 - Juniores: 55º
Heusden-Zolder 2016 - Juniores: 22º
- Giochi olimpici

Tokyo 2020 - In linea: 73º

### Competizioni europee
- Campionati europei su strada

Tartu 2015 - Cronometro Junior: 49º
Tartu 2015 - In linea Junior: ritirato
Plumelec 2016 - Cronometro Junior: 14º
Plumelec 2016 - In linea Junior: 23º
Herning 2017 - In linea Under-23: 90º
Zlín 2018 - In linea Under-23: ritirato
Alkmaar 2019 - Cronometro Under-23: 34º
Alkmaar 2019 - In linea Under-23: ritirato
Trento 2021 - Cronometro Elite: 34º
Trento 2021 - In linea Elite: ritirato
- Campionati europei di ciclocross

Lorsch 2014 - Juniores: 43º